# Walckenaeria saniuana
Walckenaeria saniuana är en spindelart som först beskrevs av Chamberlin och Ivie 1939.  Walckenaeria saniuana ingår i släktet Walckenaeria och familjen täckvävarspindlar. Inga underarter finns listade i Catalogue of Life.